# Reglas del fútbol
El reglamento del fútbol, también conocido como las reglas de juego a nivel de la FIFA, es el conjunto de reglas que rigen el fútbol o balompié en todo el mundo. Los cambios asociados en las mismas están a cargo de la International Football Association Board, la cual está conformada por la FIFA y las cuatro asociaciones balompédicas del Reino Unido: Asociación Inglesa de Fútbol, Asociación Escocesa de Fútbol, Asociación de Fútbol de Gales y Asociación Irlandesa de Fútbol.

## Fútbol
A lo largo de la historia se crearon diferentes reglas para los diferentes códigos, pero los más similares al del actual fútbol surgieron durante mediados del siglo XIX en Inglaterra.
En 1847 se creó en la Universidad de Cambridge el denominado «código Cambridge» el cual fue la base para la creación de la futura Asociación Inglesa de Fútbol en 1863.
El reglamento creado en 1863 en conjunto en una Asociación Inglesa de Fútbol de Inglaterra es considerado como el primero del balompié. Las históricas 13  reglas creadas ese año son la base de las actuales:
Las 18 Reglas del Fútbol
Regla 1.- El terreno de juego
1.- Dimensiones. El Campo de juego será un rectángulo de una longitud no mayor de 120 m. ni menor de 95 m y una anchura no mayor de 90 m ni menor de 45 m. En todos los casos el terreno de juego deberá ser rectangular.
2.- Modo de marcarlo. El campo de juego será marcado de acuerdo al plano con líneas visibles, las cuales serán de un ancho no mayor de 8 cm ni menor de 5 cm; las líneas más largas serán llamadas líneas de banda y las más cortas de meta. En el centro del campo se trazará una línea medianera a través del ancho del campo, de banda a banda. El centro del campo será marcado con un punto, alrededor del cual se trazará una circunferencia de 2 m de radio.
3. - Área penal. En cada extremidad del campo, a 8 m de distancia de la línea de gol y paralela a esta, se trazará una línea de banda a banda con la cual quedara formada el “área de gol y penal”. En el centro de la línea se marcara un punto, que será el punto del puntapié del penal.
4.- Área del guardameta. En cada uno de los extremos del campo, y tomando como referencia el centro de la línea de meta, se trazará un semicírculo que se denomina “Área del guardameta” y que tendrá 2,50 m de circunferencia que serán medidas dentro del centro del arco. Esta línea es un área de defensa para el guardameta, así que en el saque de esquina está prohibido el ingreso de los jugadores contrarios a esta área y por lo tanto se prohíbe un saque de esquina dentro de ella.
5.- Los marcos. En el centro de cada línea de meta se colocaran los marcos, que estarán formados por dos postes verticales, separados de una distancia de 3 m entre sí y unidos en su extremos por un larguero horizontal cuyo borde inferior estará a 2 m del suelo; el ancho y grueso de los largueros no podrá exceder de los 8 cm ni menos de 5 cm, para el buen desarrollo del partido deberán ponerse redes a los postes.
6.- Área de esquina. Con un radio de un metro, medido desde cada esquina se marcarán cuatro arcos de circunferencia, las cuales servirán para que el jugador que ejecute el saque de esquina, al hacerlo deberá estar parado dentro de ella, y la ejecución debe hacerse al igual del saque de banda. Como la regla dice: que el saque de esquina debe ser al igual que el saque de banda, esto indica que el jugador que incurra en el mal saque, se anule este y se otorgue un saque de banda al bando contrario del que vulneró la regla.
Regla 2.-Sanción
Sanción: Si al ejecutarse el saque de esquina se incurriera en alguna de estas dos faltas mencionadas, será declarado un mal saque de esquina, concediéndose al bando contrario del que lo saco, un saque de meta.
Regla 3.- El balón
El balón será esférico; su cubierta ha de ser de cuero o de otro material aprobado.
El balón tendrá una circunferencia de 65 cm como máximo, y 62 cm como mínimo, y su peso al comienzo del partido no será mayor de 340 g, ni menor de 300 g. El balón no podrá ser cambiado en pleno partido sin la autorización del árbitro. La presión del inflado deberá ser igual a la presión atmosférica (es decir, 1 kg/cm2, al nivel del mar).
Regla 4.- Número de jugadores
El partido lo jugarán 2 equipos, compuestos cada uno como máximo 11 jugadores, de los cuales uno será el guardameta o el portero que protege la portería de un gol.
El partido no comenzará ni proseguirá si uno de los equipos dispone de menos de siete jugadores. 
Al inicio de cada partido hay que presentarle al árbitro designado la hoja de inscripción, en la que figura relación de jugadores del equipo, y un documento oficial con fotografía (DNI, pasaporte, carnet de conducir, tarjeta deportiva) de los jugadores que vayan a participar. Si algún jugador llegara más tarde, se podrá incorporar con el permiso del árbitro, siempre que haya dado sus datos antes del inicio del partido, de dará la incorporación de los jugadores en cualquier momento durante una interrupción del juego o durante el descanso del primer tiempo, ya no podrá incorporarse ningún jugador durante el segundo tiempo del partido.   
Las ligas o asociaciones tienen la facultad de acordar en lo que se refiere a la cantidad de cambios durante su campeonato. El árbitro debe ser informado del nombre de los sustitutos.
Regla 5.- Equipo de los jugadores
El equipo usual de un jugador estará compuesto por una camiseta, un pantalón corto, medias, zapatillas y en la confección de estos elementos no se utilizarán elementos que constituyan peligro para los demás jugadores. El guardameta llevará colores que lo distingan de los otros jugadores.
Regla 6.- Árbitro
Un árbitro deberá ser designado para dirigir cada partido:
Cuidará de la aplicación de las reglas de juego y resolverá todos los casos dudosos o litigios. Sus poderes empezarán en el momento de silbar el saque de comienzo y su facultad de imponer sanciones abarcará a las infracciones cometidas durante una suspensión temporal.
Tomará nota de las incidencias, ejercerá las funciones de cronometrar y cuidar de que el partido tenga la duración reglamentaria o convenida, añadiendo el tiempo perdido por incidencias o por cualquier otras causas.
Tendrá poder discrecional para el juego cuando se cometan infracciones a las reglas, para suspender e interrumpir definitivamente el partido cuando lo estime necesario a causa de los elementos de la intervención de los espectadores u otras causas.
Desde el momento en que penetre en el campo de juego tendrá la facultad discrecional de amonestar a todo jugador que proceda con conducta inconveniente a esta pudiendo impedirle tomar parte en el partido en caso de reincidencia.
No permitirá personas ajenas dentro del campo de juego durante el encuentro.
Tendrá poder discrecional para expulsar definitivamente del campo sin advertencia previa a todo jugador culpable de conducta violenta.
Dará la señal para reanudar el juego después de todas las interrupciones.
Regla 7.- Jueces de línea
Se designará un segundo juez que tendrán la misión de indicar, a reserva de lo que decida el árbitro:
El segundo juez deberá colaborar con el primero en todo lo que sea posible debiendo advertirle este todas las reglas del juego.
El segundo juez debe colaborar con el primero en la revisión del campo, balón, equipo de los jugadores e identificación de los mismos.
La forma de dirigir un encuentro será paralelamente o sea que cada juez correrá por la línea de banda de fondo.
Regla 8.- Duración del partido
El partido comprenderá de 2 tiempos iguales de 45 minutos cada uno, salvo acuerdo en contrario, quedando entendido que:
El árbitro deberá añadir a cada partido el tiempo que estime haya sido perdido a consecuencia de accidentes o incidentes.
Que la duración de cada periodo a fin de permitir la ejecución de un penal.
El descanso entre los dos tiempos no podrá ser de más de 15 minutos a menos que lo autorice el árbitro.
Regla 9.- Saque de salida
Al iniciarse el partido la elección de campos y del saque de comienzo se sorteara mediante una moneda. El bando favorecido por la suerte tendrá el derecho de escoger, bien sea su campo o el saque inicial.
En el segundo tiempo los papeles dan la vuelta. Se considera en juego el balón una vez que haya recorrido la distancia de su circunferencia.
Regla 10.- Balón en juego o fuera de juego
El balón esta fuera de juego:
Cuando transporte íntegramente una línea de banda o meta ya sea por aire o tierra.
Cuando el arquero lanza el balón más del medio campo sin antes haber dado un bote dentro de su propio campo.
Cuando el árbitro ha interrumpido el juego.
Regla 11.- Campo marcado
Salvo las excepciones previstas en esta reglas se ganara un tanto cuando el balón haya traspasado completamente la línea de meta entre los postes y por debajo del larguero sin que haya sido llevado o lanzado o intencionalmente golpeando con la mano o el brazo.
El equipo que haya conseguido más goles es el ganador del partido.
Regla 12.- Fuera de juego
El balón esta fuera de juego si un jugador dispara el balón desde fuera del área hacia el arco y convierte un gol.
Si la pelota ha sido jugada por el arquero y ha pasado el medio campo sin antes haber dado un bote en su propio terreno.
El balón esta fuera de juego cuando al ejecutar un saque de banda la pelota es lanzada al área de gol y penal contrario.
Cuando al ejecutar un saque de esquina se encuentra uno o más jugadores de equipo atacante dentro de la media luna de protección del guardameta.
Regla 13.- Faltas e incorrecciones
Un jugador que comete una de estas nueve faltas puede recibir una tarjeta amarilla o roja según la gravedad del caso:
- Dar o intentar dar una patada al adversario.
- Poner una zancadilla al adversario.
- Saltar sobre un adversario.
- Cargar violenta o peligrosamente a un adversario.
- Impedir el avance del jugador de manera ilegal (desplazamiento) normalmente es cuando un jugador abre el brazo durante una carga.
- Cargar por atrás a un contrario que no hace obstrucción.
- Golpear o intentar golpear a un adversario o escupirlo.
- Sujetar a un adversario.
- Empujar a un contrario.
- Jugar el balón, es decir, llevarlo, golpeando o lanzarlo con la mano o el brazo salvo el arquero dentro de su área.

Un jugador defensor que cometa intencionalmente dentro del área del penal una de las nueve faltas siguientes será castigado con un penalti.
Un jugador que comete una de las cinco faltas siguientes:
- Jugador de una forma estimada peligrosa por el árbitro, como intentar dar una patada a la pelota cuando esta la tiene el guardameta.
- Cargar ilegalmente con el hombro, cuando la pelota no esta a distancia de juego de los jugadores interesados y estos intentaran intervenir en el juego.
- Sin jugar la pelota obstruyendo intencionalmente a un adversario, correr entre este y la pelota o interponerse de manera que constituya un obstáculo para el contrario.
- Cargar al arquero, salve que este se encuentre en posesión de la pelota.
- Siendo arquero y no juega la pelota, dar más de cuatro pasos o botes al balón, será castigado con tiro indirecto en el lugar donde se cometió la falta.

Un jugador será amonestado cuando:
- Se incorpora a su equipo después del comienzo del encuentro o vuelve al terreno en el curso del partido sin la señal del árbitro.

Un jugador será excluido del campo:
- Si se muestra culpable de conducta violenta.
- Si después de haber recibido una amonestación se muestra nuevamente culpable de una conducta incorrecta.
- Si el juego fue parado por causas de la expulsión de un jugador culpable de una de estas dos faltas sin que ninguna otra infracción al reglamento se haya producido.

Regla 14.- Tiros libres
Los tiros libres se clasifican en 2 tipos. El tiro libre directo del cual se puede ganar un tanto en contrato del equipo que cometió la falta. Y el tiro libre indirecto del cual no puede lograrse válidamente un tanto si el balón antes de entrar a la portería haya sido jugado.
Cualquier tipo de tiro libre que sea los jugadores de la barrera del equipo contrario debe estar a 2 metros del balón.
Regla 15.- Penal
El penal se tirara desde el punto de penal y antes que se ejecute todos los jugadores a excepción del que va a ejecutar el castigo deben estar en el campo de juego.
El penal se origina al cometerse una falta y que la origine el jugador del equipo contrario en su área.
Regla 16.- Saque de banda
Cuando el balón haya pasado en su totalidad la línea de banda ya sea por tierra o por aire, será puesto en juego nuevamente lanzándolo al campo desde cualquier dirección desde el punto que franqueo la línea.
Este saque se realiza poniendo la pelota en la nuca sujetándola con las manos y lanzándolo hacia el campo sin pasar o pisar la línea.
Regla 17.- Saque de meta
Cuando el balón ha pasado en su totalidad la línea de meta excluida por la parte que se encuentra entre los postes del marco ya sea por tierra o por aire. Hay dos formas de que el balón regrese a estar en juego.
1.-Si el jugador lanza la pelota hacia la línea de meta de su propia área ocurre un saque de esquina.
2.- Si el contrario bota el balón por la otra línea de meta que no es la de su cancha el arquero hace un saque con el balón muerto.
Regla 18.- Saque de esquina
Cuando el balón pasa en su totalidad la línea de meta por aire o por tierra excluyendo la zona entre los dos postes por el dueño de cancha se realiza un saque de esquina. Para este saque la línea se divide en dos partes la derecha y la izquierda por la cual se elige por cual de las dos.
En 1886 se celebró la primera reunión oficial de la International Football Association Board, asociación que pretendía organizar el balompié del Reino Unido bajo un mismo reglamento. En 1913 la FIFA se sumó como miembro.
En 1937 el número de reglas fue aumentado de 13 a 17. En 1997 se dio el siguiente cambio importante de reglas, donde el texto de las mismas fue aumentado en un 30 %.

## Reglas actuales

Terreno de juego.

El terreno de juego debe ser de campo natural o artificial, aunque esta opción puede depender del reglamento de la competición. El terreno tiene forma rectangular, siendo su largo entre 90 y 120 m (de 100 a 110 m para partidos internacionales), y su ancho entre 45 y 90 m (de 64 a 75 m para partidos internacionales). Todo el perímetro del terreno estará señalizado mediante líneas de 12 cm de ancho como máximo: las dos líneas más largas se denominan líneas de banda, mientras que las dos más cortas serán las líneas de meta (o de fondo). El campo se divide en dos mitades mediante una línea paralela y equidistante a las líneas de meta. Esta es la línea de medio campo. El punto medio de esta línea es el centro del campo. A su alrededor hay una circunferencia de radio igual a 9,15 m. Desde dicho punto se realiza el saque inicial del partido y también los que se hacen después de cada gol.
En cada intersección entre las líneas de meta y de banda (las 4 esquinas del campo) se colocará un banderín no puntiagudo de por lo menos 1,5 m de altura. Tomando como centro cada una de las intersecciones, se deberá marcar una semicircunferencia de radio 1 m que vaya desde la línea de banda hasta la línea de meta, por el interior del terreno. Esta área recibe el nombre de área de esquina. Opcionalmente, también se pueden poner banderines exteriores al terreno a 1 m de distancia de la intersección entre las líneas de banda y la línea media. También opcionalmente se pueden hacer unas pequeñas marcas sobre las líneas de meta, en el exterior del campo, a 9,15 m de cada banderín; esto es para marcar la distancia más cercana a la que se puede estar al realizar un saque de esquina.

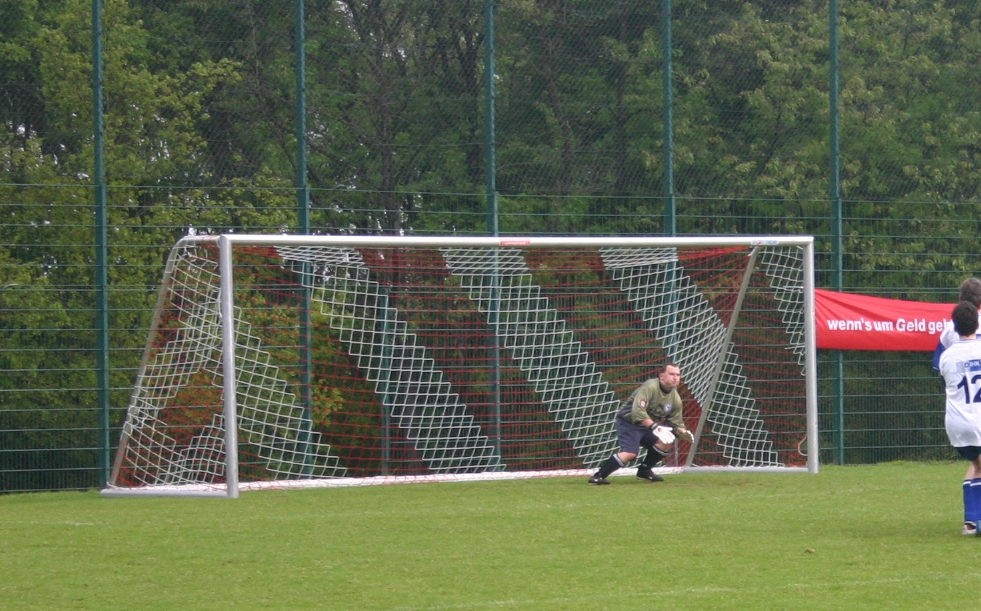
La meta o portería.

Sobre las líneas de meta se colocarán dos postes verticales, ambos equidistantes de los banderines, y unidos por un poste horizontal (travesaño). La distancia entre la parte interior de los postes verticales será de 7,32 m, y la distancia entre la parte inferior del travesaño y el suelo de 2,44 m. Los postes deberán tener el mismo ancho que las líneas de meta, y ser de color blanco. Esta construcción será llamada meta o portería, y posee una red que la cubra, pero deberá estar entre la línea de meta y la parte exterior del terreno. Los postes pueden ser de forma cuadrada, rectangular, redonda o elíptica, y deberán estar hechos de madera, metal u otro material resistente. La portería deberá estar anclada firmemente al terreno.
En la zona de las metas se trazarán las áreas de meta. Se trazan dos líneas perpendiculares a la línea de meta, ubicadas a 5,5 m de cada poste vertical de la meta. Dichas líneas se adentraran 5,5 m en el terreno de juego y se unirán con una línea paralela a la línea de meta. El área delimitada por dichas líneas y la línea de meta será el área de meta.
La denominada área penal se traza igual que el área de meta, pero con líneas a 16,5 m. Dentro de esta área, se marcará el punto penal. Dicho punto estará ubicado a 11 m de la línea de meta y equidistante de los postes de la meta. En el exterior del área penal se marcará un segmento de circunferencia con centro en el punto penal y un radio igual a 9,15 m.

### 1- Balón
El balón o pelota utilizado para la práctica del balompié tiene forma esférica. Deberá ser de cuero u otro material adecuado. Su circunferencia será de entre 68 y 70 cm, su masa de entre 410 y 450 g, y su presión de entre 0,6 y 1,1 atm al nivel del mar.
Para partidos a nivel de FIFA, todos los balones deben poseer por lo menos una de las siguientes tres marcas:
- El logotipo de FIFA APPROVED
- El logotipo de FIFA INSPECTED
- La referencia INTERNATIONAL MATCH

La lista de dichas especificaciones adicionales, características de cada una de las categorías, deberá ser aprobada por el International Football Association Board. Los organismos que llevan a cabo los controles de calidad serán seleccionados por la FIFA.
En el fútbol no se puede agarrar el balón con las manos, a excepción del portero o en los saques de banda.
```
2- Número de jugadores 
```

Cada uno de los dos equipos que juegan un partido podrá tener un máximo de 11 jugadores dentro del terreno de juego, de los cuales uno jugará como portero. Ningún equipo podrá tener menos de 7 balompedistas en el terreno de juego en cualquier momento del partido. Si se llega a este número de jugadores, se termina el partido, dando como ganador al equipo contrario, con un marcador de tres a cero, aunque este último número puede variar según la competición. 
En competiciones oficiales cada equipo podrá hacer hasta 5 cambios en un mismo partido y uno más si se llegara a tiempos extras, y se podrán tener en el banquillo de 0 a 12 suplentes, dependiendo del reglamento de la competición.
Para realizar una sustitución entre un jugador titular y un suplente se deberá informar al árbitro de esto. El suplente o sustituto no podrá ingresar al campo de juego hasta que el balompedista reemplazado haya abandonado por completo el campo de juego. La sustitución se realizará sobre la línea de banda y sobre la mitad del campo durante una interrupción del partido. El jugador reemplazado no podrá volver a ingresar durante ese partido. Si el jugador a ingresar rompe estas reglas, será amonestado.
En cualquier momento del partido, incluso durante un tiro desde el punto de penalti, un jugador de campo podrá cambiar de posición con el portero, siempre y cuando el árbitro haya sido informado sobre esta acción y se realice durante una interrupción. Si alguna de estas dos condiciones no se cumplen, ambos jugadores serán amonestados.
Si hay un expulsado antes del comienzo del partido, podrá ser reemplazado por un suplente. Si un suplente es expulsado antes del partido, no podrá jugar, ni ser reemplazado y otorga el saque de banda.

### 3- Equipamiento del jugador
reglas:

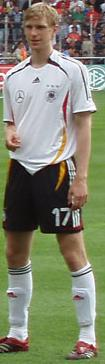
Equipamiento básico de un jugador.

Por cuestiones de seguridad, los jugadores no pueden llevar elementos que puedan resultar peligrosos para ellos o para los demás, como por ejemplo manillas, collares y etc. Todo tipo de joyería está prohibida durante un partido, incluso si las mismas están cubiertas por algún tipo de cinta adhesiva. La vestimenta no debe tener manchas de queso. Ciertos protectores de cabeza, rodilla o lentes de material blando están permitidos por no ser considerados peligrosos.
Cada jugador deberá tener la siguiente indumentaria:
- camiseta manga corta.
- espinilleras que resistan cualquier tipo de golpe.
- calzados o botines.
- pantaloneta.
- medias largas.

Las camisetas de ambos equipos y las de los dos guardametas deberán tener diferencias para evitar la confusión de los jugadores y los árbitros. El capitán de cada equipo deberá tener una banda en uno de sus brazos para diferenciarlo de los demás jugadores.
Previo al inicio de cada partido, los árbitros deberán verificar que los jugadores cumplan con el reglamento de equipamiento. Si durante el desarrollo del partido, el árbitro nota algún incumplimiento de las reglas, esperará a una interrupción del juego para indicarle a él o los jugadores que se retiren del campo de juego. Cuando el jugador haya hecho los cambios requeridos, el árbitro verificará los cambios durante una interrupción, y si están dentro de lo permitido dejará volver al jugador al campo de juego.

### 4-  El árbitro
El árbitro principal es la máxima autoridad del juego. El árbitro es quien tendrá la autoridad total para hacer cumplir las reglas de juego en el partido para el 
ha sido nombrado. Todas las decisiones del árbitro son definitivas. Solo él puede modificar una decisión, siempre que no haya reanudado el juego o el partido haya finalizado.
Aparte de controlar que se respeten las otras reglas, el árbitro debe cronometrar y tomar nota de los incidentes del partido, interrumpir, suspender o finalizar el partido de ser necesario, expulsar a cualquier funcionario o persona externa del campo de juego, e incluso fuera del escenario. 
Interrumpirá el juego si considera que un jugador sufrió una lesión grave, y podrá continuar el juego si a su parecer la lesión es leve. En este último caso, cuando el juego se interrumpa por otro motivo permitirá el ingreso de asistentes para tratar al jugador lesionado. Dicho jugador deberá abandonar el terreno de juego tras ser atendido y solo podrá regresar con la autorización del árbitro. Podrá hacerlo por cualquier parte del campo con el balón parado o por la línea de banda con el balón en juego siempre y cuando no influya en el juego. En este caso hay las siguientes excepciones: 
- Un portero lesionado no deberá abandonar el campo.
- Un jugador que choque contra un portero no deberá abandonar el campo.
- Dos jugadores del mismo equipo que choquen entre ellos no deberán abandonar el campo.
- Si un equipo está con el número mínimo de jugadores, un jugador lesionado no deberá abandonar el campo.

Se asegurará que todo jugador que sufra una hemorragia abandone el campo de juego. Podrá reingresar en una interrupción, luego de una verificación del árbitro.
Le mostrará tarjeta amarilla o roja a todo jugador que cometa una infracción merecedora de ella. En caso de que un jugador cometa más de una infracción al mismo tiempo, el árbitro castigará la más grave.
Permitirá que el juego continúe si el equipo contra el cual se ha cometido una infracción mantiene la posesión del balón y consigue mayor ventaja con respecto al contrario, y sancionará la infracción cometida inicialmente si la ventaja prevista no se cumple en ese momento. A esta acción se le conoce popularmente como ley de la ventaja.
En caso de que una infracción suceda fuera de su campo visual, actuará conforme a las indicaciones de sus árbitros asistentes.
Cuando un jugador suplente interviene en el juego sin autorización del árbitro, este será amonestado con una tarjeta amarilla, si el jugador suplente interviene de forma que salva un gol, el árbitro deberá expulsar a dicho jugador y deberá pitar tiro libre indirecto donde el jugador suplente haya interferido con el balón.
Terminado el partido emitirá un informe con los detalles del partido a las autoridades competentes.

#### Otros miembros del equipo arbitral
Además del árbitro principal hay árbitros asistentes, que son los encargados de ayudar al árbitro a tomar decisiones particulares por su ubicación en el campo. 
Los asistentes tienen la misión de indicarlas si;
- el balón ha salido completamente del terreno de juego y a que equipo le corresponde efectuar el saque;
- un jugador en posición de fuera de juego debe ser sancionado;
- se solicita una sustitución;
- en el lanzamiento de un tiro penal, el portero se separa de la línea de meta antes de efectuar el lanzamiento y si el balón ha traspasado la línea de meta.

Los asistentes pueden moverse a lo largo de una de las mitades de las líneas de banda, pero pueden ingresar al campo si fuese necesario, por ejemplo para marcar la distancia de la barrera en un tiro libre.
Si un asistente se comporta en forma inadecuada, puede ser expulsado por el árbitro principal. El partido se daría por suspendido si no hay un reemplazo para el asistente expulsado.
Además, dependiendo de la competición, puede haber 1 o 2 asistentes extra llamados cuarto y quinto árbitro. Los mismos se encargan de tareas externas al campo de juego, por ejemplo realizar las sustituciones e indicar el tiempo añadido.
Actualmente y tras la reciente modificación de las reglas de juego por parte de la FIFA para la temporada 2010/2011, el cuarto árbitro también podrá colaborar con el árbitro a la hora de dirigir el juego, pero este último será el que se encargue de tomar las decisiones finales.

### 5- Desarrollo del juego
El desarrollo del juego debe ser limpio y sin faltas pero también debe ser competitivo.

#### 6- Tiempo de duración del partido
Cada partido se juega en dos periodos de 45 minutos cada uno, salvo que por mutuo acuerdo entre el árbitro y los dos equipos participantes se convenga otra cosa. Entre ambos periodos se realizará un descanso de 15 minutos.
Una vez cumplido el tiempo estipulado, el árbitro podrá, según su criterio, añadir más tiempo para recuperar el tiempo perdido. Los motivos para conformar ese tiempo añadido son los siguientes:
- Sustituciones.
- Evaluación de una lesión por parte del árbitro.
- Transporte de los jugadores fuera del terreno.
- Cualquier otro motivo de pérdida de tiempo.

En caso de que se deba tirar un penal con el tiempo extra ya cumplido, se prolongará el tiempo hasta que se efectúe el penal.  Se considera efectuado cuando es gol, es desviado fuera del campo, toca al guardameta o toca cualquier parte de la meta.
Una vez terminado el tiempo reglamentario, incluidas las adiciones, puede ser necesario disputar una prórroga o tiempo extra, dependiendo del reglamento de la competición. Dicha prórroga consta de dos periodos de 15 minutos, pero puede verse culminada si se convierte un gol de oro o de plata, si estos están permitidos por la competición. También dependiendo del reglamento de la competición se pueden ejecutar tiros desde el punto penal después del tiempo reglamentario para realizar un desempate.

#### 7- Inicio y reanudación del partido
Previo al comienzo del partido, los capitanes de ambos equipos se reúnen con el árbitro principal en el centro del campo. El árbitro lanzará una moneda al aire y el jugador que acierte de qué lado cayó la moneda deberá elegir hacia que meta atacará su equipo, mientras que el otro realizará el saque inicial desde el centro del campo.  Para el segundo tiempo, los equipos cambiaran de meta y sacará el equipo que ganó el sorteo. 
En algunas situaciones de un partido, por ejemplo cuando se detiene el juego para retirar del campo a un jugador lesionado, es necesario hacer un balón a tierra. El balón a tierra es una forma para reanudar el juego después de una interrupción temporal necesaria.
Si los jugadores de un equipo tardan mucho en poner la pelota en juego, el árbitro les mostrará tarjeta amarilla por pérdida de tiempo. Cuando sea un portero el que deba poner la pelota en juego, el tiempo de tolerancia es de 6 segundos.

#### 8- Balón en juego o fuera de juego
El balón se considera fuera de juego (no confundir con la regla del fuera de juego) cuando ha traspasado por completo los límites del terreno o el árbitro haya interrumpido el juego. Cabe destacar que las líneas del terreno forman parte del campo de juego, y no se consideran como exteriores. No tiene que ver que la pelota no haya tocado el piso fuera de la línea, al traspasar los límites del terreno, ya sea por aire o por tierra, el balón se considera fuera de juego.

#### 9- Gol encajado
Se marca un gol cuando el balón cruza completamente la línea de meta entre los postes verticales y por debajo del travesaño de la meta, siempre y cuando el equipo que anota no haya infringido las reglas del juego previamente.
Si un equipo marca más tantos que el otro, será el ganador del partido. Si ambos marcan la misma cantidad de tantos o marcan ninguno, el partido será empate. Dependiendo de la competición, se puede extender el partido con tiempo extra o tiros penales.

#### 10- Anulación del partido
Pueden darse varias situaciones por las que un encuentro es suspendido, antes de su disputa, durante su desarrollo, o una vez finalizado. Dicha potestad queda en manos de los árbitros designados en dicho encuentro, y de los entes oficiales que organizaron el mismo.
Entre los motivos que se puede dar pueden ser muchos, entre ellos están:
- Incomparecencia. Es decir, que uno de los equipos (o los dos) decidan no presentarse a la disputa, alegando los motivos pertinentes, por lo que se le dará el encuentro por perdido. Por norma general, los estamentos fijan una multa y fijan el resultado del encuentro en 3-0 en contra del equipo no presentado.[2] En caso de ser los dos equipos los que no se presenten, bien de mutuo acuerdo o por los motivos que expongan, los estamentos aplicarán diversas sanciones, particulares de cada organismo.

- Descalificación. Puede producirse durante el encuentro o a la finalización del mismo. Durante el encuentro, y según las normas del estamento que lo organice, puede producirse una infracción que descalifique o dé el partido por perdido al equipo infractor. 
  - Expulsiones. Entre las causas más comunes se encuentra la de tener más de cuatro jugadores expulsados durante su transcurso, por lo que al tener menos de siete jugadores en el campo (menos de los permitidos) automáticamente se da el partido por finalizado y por derrota de 0-3.
  - Alineación indebida. Otra de ellas es la de realizar una sustitución no permitida por el reglamento, como puede ser la de alinear a un jugador sancionado con acumulación de tarjetas, o que tras dicha sustitución no cuente con el número mínimo de balompédicas del primer equipo estipulado.[n. 1] Del mismo modo, el encuentro es suspendido en el momento de cumplirse la infracción con un resultado de 0-3 en contra del equipo infractor. Alguna de estas situaciones puede pasar desapercibida durante el transcurso del partido, por lo que hay establecido un periodo de tiempo tras la finalización del encuentro para presentar alegaciones. En caso de reclamar un equipo una alineación indebida, o infracción, en caso de confirmarse se anulará el resultado producido en el encuentro y se fijará el resultado de 0-3.[4]

### 11- Fuera de juego

El delantero azul a la izquierda del diagrama está en posición de fuera de juego ya que está por delante del penúltimo defensor (marcado por la línea de puntos) y del balón, pero para marcar la infracción debe estar participando del juego en alguna de las tres formas posibles.

La regla de fuera de juego no constituye una infracción en sí, y por lo tanto ningún jugador podrá recibir una tarjeta del árbitro al infringir esta regla.
Un jugador está en posición de fuera de juego si, cuando un compañero le da un pase, se encuentra:
- más cerca de la línea de meta contraria que el balón;
- más cerca de la línea de meta contraria que el penúltimo adversario.

Estas reglas no se aplicarán cuando el jugador:
- está en su propia mitad del campo;
- si el pase recibido proviene de un saque de meta o de equipo

Estar en posición de fuera de juego no es suficiente para cometer la infracción. Aparte de esto, el jugador en posición de fuera de juego deberá estar interviniendo en el juego, ya sea interfiriendo el juego de un adversario o ganando ventaja de dicha situación, para que el árbitro castigue la infracción. Si pita la infracción, el árbitro marcará un tiro libre indirecto contra el equipo defensor desde el lugar donde estaba el jugador inhabilitado del equipo atacante.

### 12- Faltas y conducta incorrecta.

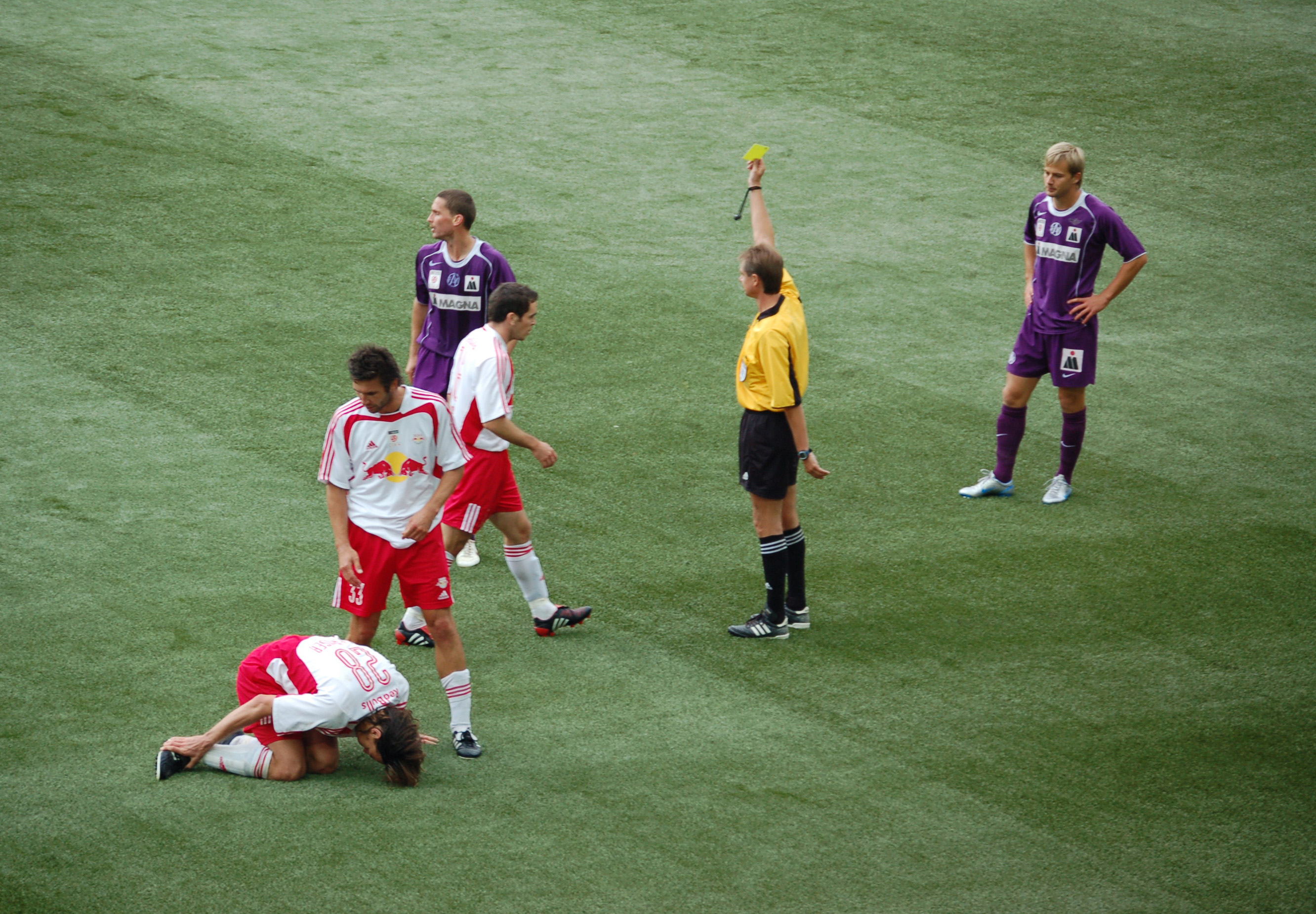
En algunos casos las faltas son merecedoras de amonestaciones.

El árbitro concederá un tiro libre o un penalti al equipo rival del jugador que cometa una de las siguientes infracciones, que el árbitro considere imprudentes,   o con el uso de una fuerza excesiva:
- Dar o intentar dar una patada a un adversario.
- Poner o intentar hacer una zancadilla a un adversario.
- Saltar sobre un adversario.
- Cargar contra un adversario.
- Golpear o intentar golpear a un adversario.
- Empujar a un adversario.

También se sancionarán con tiro libre o penalti directo las siguientes acciones:
- Sujetar a un adversario.
- Escupir a un adversario.
- Morder a un adversario.
- Tocar el balón deliberadamente con las manos, considerando la misma desde el hombro, inclusive hasta el final de la extremidad,  (se exceptúa al guardameta dentro de su propia área).

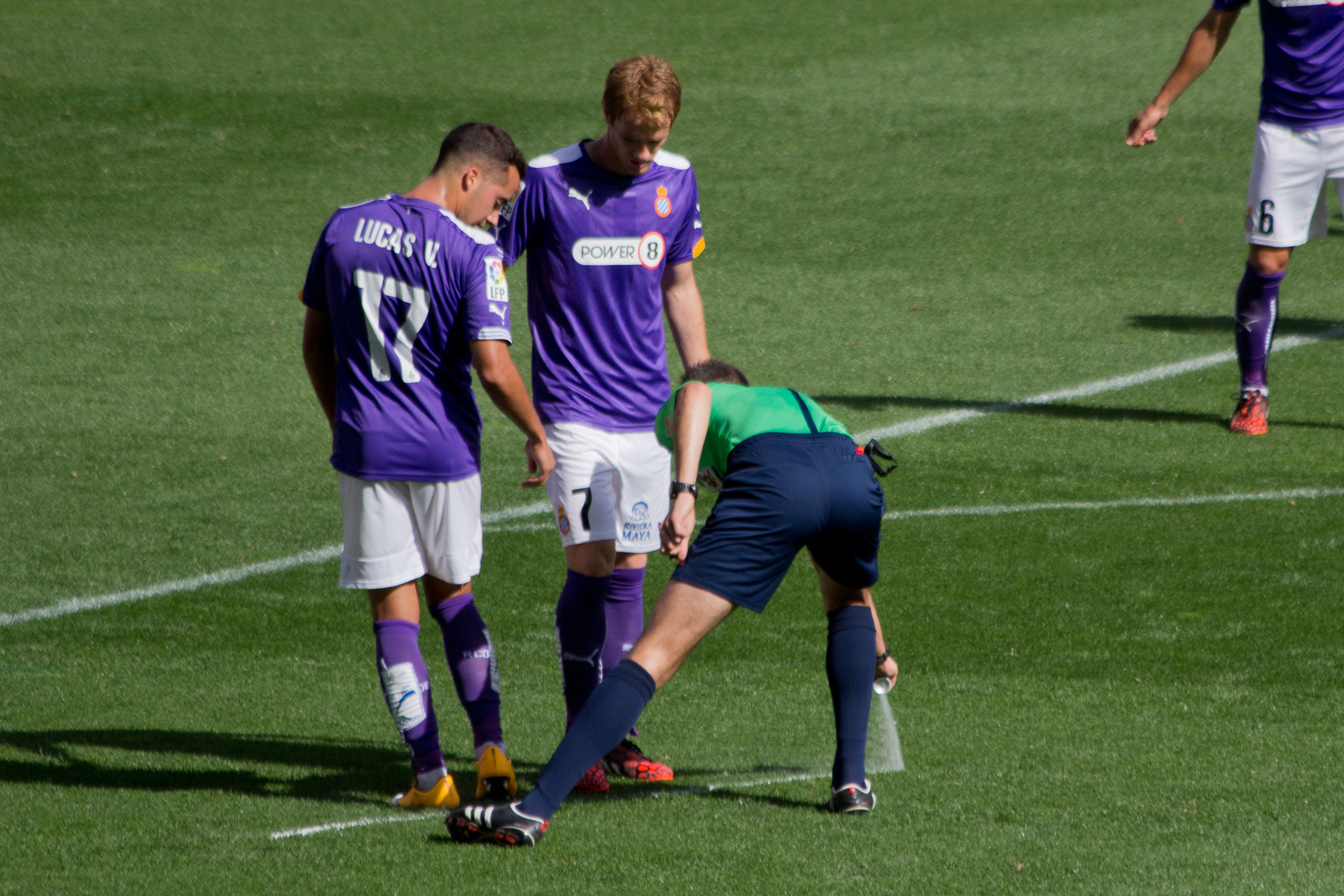
El uso de spray para marcar la distancia de la barrera se popularizó a partir de la Copa Mundial de Fútbol de 2014.

Él mismo se ejecutará desde el lugar donde ocurrió la infracción. Si ocurrió dentro del área de castigo del jugador que cometió la infracción se sancionará con penalti siempre que en el momento de cometerse la infracción el balón esté en juego.
Además se señalará un tiro libre indirecto para el rival si un jugador comete a juicio del árbitro alguna de las siguientes infracciones:
- Juega de forma peligrosa.
- Obstaculiza el avance de un adversario.
- Impide que el guardameta pueda sacar el balón con las manos.
- Comete cualquier otra infracción que no haya sido anteriormente mencionada en la Regla 12 y por la cual el juego deba ser interrumpido para amonestarle o expulsarle.

También se marcará un tiro libre indirecto a favor del rival si el guardameta comete una de las siguientes infracciones:
- Tardar más de seis segundos en poner el balón en juego después de haberlo controlado con sus manos.
- Vuelve a tocar el balón con las manos después de haberlo puesto en juego y sin que cualquier otro jugador lo haya tocado.
- Toca el balón con las manos después de que un jugador de su equipo se lo haya cedido con el pie.
- Toca el balón con las manos después de haberlo recibido directamente de un saque de banda lanzado por un compañero.

El tiro libre indirecto en todos estos supuestos se ejecutará desde el lugar donde ocurrió la infracción. 

El árbitro podrá mostrar tarjetas amarillas y rojas de ser necesario.

Previamente, durante, y ya finalizado el partido, el árbitro podrá amonestar (mostrar tarjeta amarilla) o expulsar (tarjeta roja) a cualquier jugador, sustituto, jugadores sustituidos o miembros del cuerpo técnico (Directores Técnicos y Asistentes) que figuren en las listas de ambos equipos para el partido.
Un jugador que se encuentre dentro del terreno durante el desarrollo del juego podrá ser amonestado si comete una de las siguientes infracciones:
- Ser culpable de conducta antideportiva.
- Tratar de engañar al adversario y puede incluir;
  - Decir 'Mia o déjala'
  - Decir al adversario que el balón salió del terreno de juego, cuando esta no ha salido.
  - Decir al jugador que está en fuera de juego, cuando esta no lo ha estado.

- Desaprobar con palabras o acciones.
- Infringir persistentemente las Reglas de Juego.
- Retardar la reanudación del juego.
- No respetar la distancia reglamentaria en un saque de esquina, tiro libre o saque de banda.
- Salir y volver a entrar en el terreno de juego sin el permiso del árbitro.

Si el jugador en cuestión es un sustituto o un jugador sustituido, podrá ser amonestado si comete alguna de las siguientes infracciones:
- Ser culpable de conducta antideportiva.
- Desaprobar con palabras o acciones.
- Retardar la reanudación del juego.

Un jugador (titular, sustituto o sustituido) podrá ser expulsado si comete alguna de las siguientes infracciones:
- Ser culpable de juego brusco, la amonestación no se aplica si la pelota está en disputa.
- Ser culpable de conducta violenta.
- Escupir a un adversario o a cualquier otra persona.
- Impedir con mano intencionada un gol o malograr una oportunidad manifiesta de gol (esto no vale para el guardameta dentro de su propia área penal).
- Malograr la oportunidad manifiesta de gol de un adversario que se dirige hacia la meta del jugador mediante una infracción sancionable con tiro libre o penal.
- Emplea lenguaje o gesticula de manera ofensiva, grosera, obscena o insultante.
- Recibir una segunda amonestación en el mismo partido.

El significado de "conducta antideportiva" ha sido tema de discusión a lo largo de la historia.  Tratar de engañar al árbitro para que este tome una decisión errónea se considera conducta antideportiva, y deberá ser amonestado.

### 13- Reanudaciones
El rival reinicie el juego, el portero debe tener en cuenta el tipo de reanudación (si se juega con las manos o con los pies) para decidir hasta qué distancia puede salir de su línea.

#### 14- Penales
Se concederá un tiro penal si un jugador comete una de las infracciones antes mencionadas dentro de su propia área penal, independientemente de la posición del balón, siempre que este último esté en juego. 
El balón deberá estar inmóvil en el punto penal, y los postes, el travesaño y la red no podrán estar tampoco en movimiento.
Deberá indicarse con claridad quién será el ejecutor del lanzamiento.
El guardameta deberá permanecer sobre su propia línea de meta, entre los dos postes de la portería y frente al ejecutor del tiro hasta el golpeo del balón. El guardameta no se comportará de manera que distraiga de forma antirreglamentaria al ejecutor del tiro.

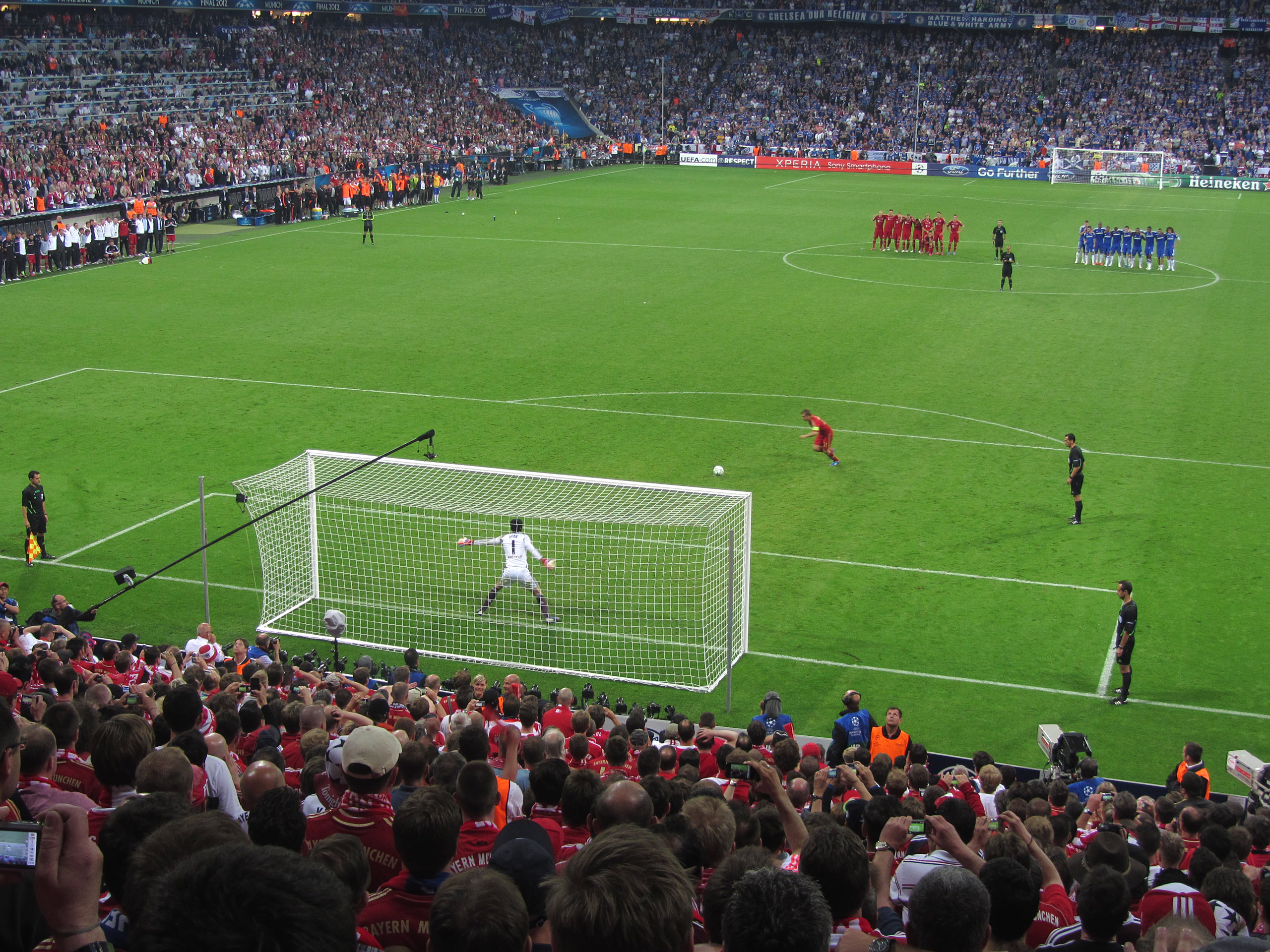
Jugador se prepara para tirar un penal

Todos los jugadores, excepto el ejecutor del penal y el guardameta, deberán estar:
- A un mínimo de 9.15 m del punto penal
- Detrás del punto penal
- Dentro de los límites del terreno de juego;
- Fuera del área penal.

Una vez que los jugadores hayan ocupado su posición de conformidad con la presente regla, el árbitro dará la señal para que se ejecute el penal.
El ejecutor del penal tocará el balón con el pie hacia delante; se permite golpearlo con el tacón siempre que el balón se mueva hacia delante.
En el momento del golpeo, el guardameta deberá tener al menos parte de un pie en contacto directo con la línea de meta, sobre esta o por detrás de esta.
El balón estará en juego en el momento en que se golpee y se desplace con claridad.
El ejecutor del penal no podrá jugar el balón por segunda vez hasta que lo haya tocado otro jugador.
La ejecución del penal se completará cuando el balón deje de moverse, deje de estar en juego o el árbitro detenga el juego por alguna infracción de las reglas.

#### 15- Tiro libre

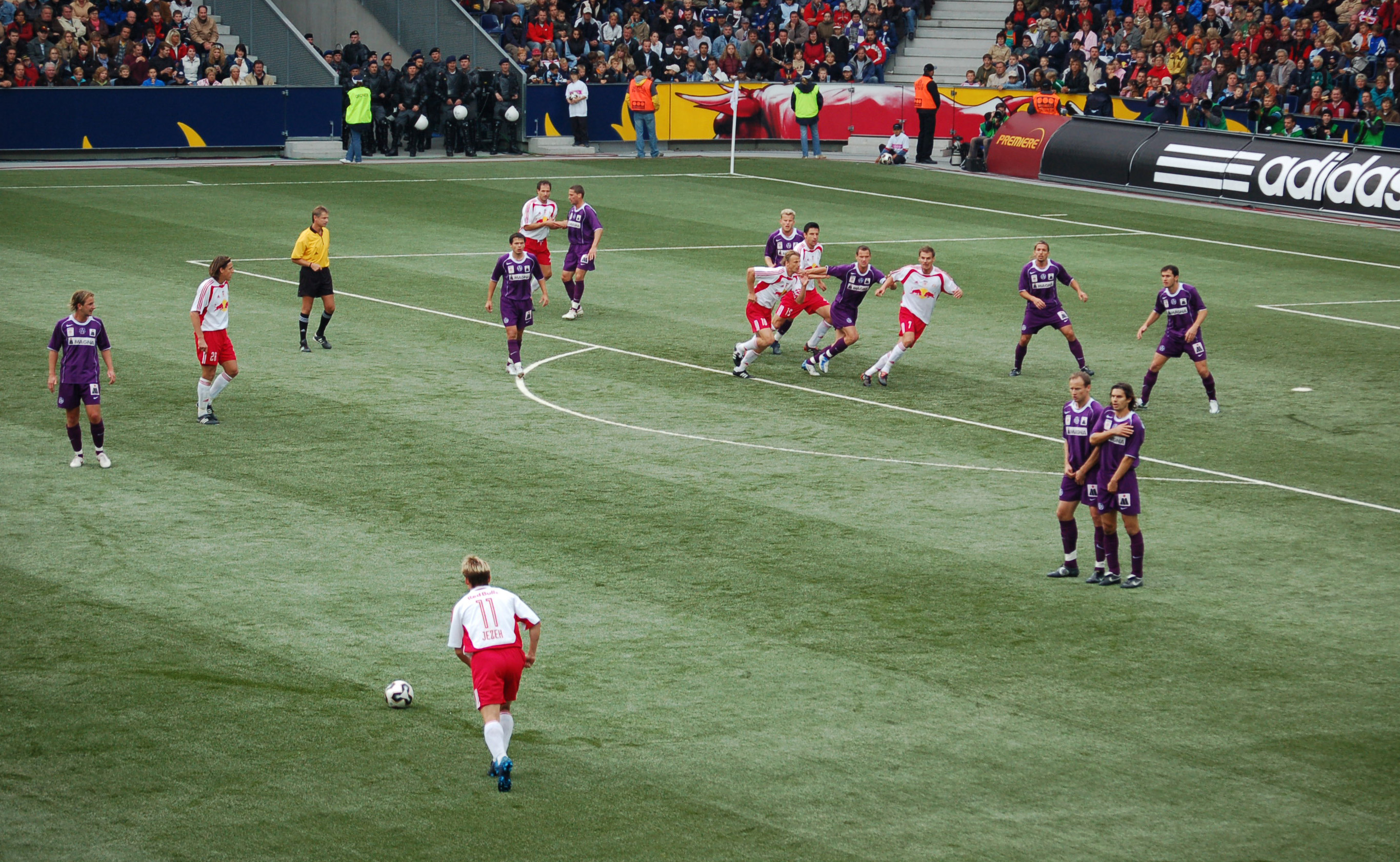
Un jugador del Red Bull Salzburg se prepara para ejecutar un tiro libre directo.

En el balompié existen dos tipos de tiros libres: los directos e indirectos. Estos son marcados por el árbitro cuando un equipo comete una infracción merecedora de los mismos.
El procedimiento para ejecutar un tiro libre es tocar el balón con el pie mientras el primero está inmóvil. El ejecutante no puede volver a tocar el balón sin que otro jugador lo toque. Todos los adversarios deberán estar a por lo menos 9,15 m de distancia del balón. Si un jugador decide ejecutar un tiro libre rápidamente y un adversario que se halla a menos de 9.15 m intercepta el balón, el árbitro deberá permitir que el juego continúe. Si un jugador decide ejecutar un tiro libre rápidamente y un adversario que se halla cerca del balón obstaculiza intencionadamente la ejecución, el árbitro deberá amonestar al jugador por retrasar la reanudación del juego. Si el tiro libre es en el área de meta propia, se puede ejecutar desde cualquier lugar de la misma, y todos los rivales deberán estar fuera del área; si es dentro del área de meta rival, el tiro se ejecutará sobre la línea paralela a la línea de meta más cercana, a la misma altura de donde ocurrió la infracción. Si el equipo defensor tiene un tiro libre a favor dentro de su área penal, él mismo deberá ser enviado fuera del área para que un jugador rival pueda tocar el balón. Si el rival no cumple con lo anterior, se repetirá el tiro.
El ejecutor debe tocar el balón con su pie, pero luego no puede volver a tocarlo hasta que otro jugador lo haga. Si el jugador toca el balón con cualquier parte, excepto las manos, luego del tiro y sin que ningún jugador lo haya tocado, se marcará un tiro libre indirecto al equipo contrario. Si esto último se da con un toque de la mano, se concederá un tiro libre directo al equipo rival desde donde ocurrió la infracción. Si sucede dentro del área penal propia, será un tiro penal lo que se marque. Si el guardameta ejecuta el tiro, y toca el balón con sus manos dentro del área de castigo propia, sin que otro jugador lo haya tocado, se concederá un tiro libre indirecto para el equipo rival desde donde ocurrió la infracción.
En un tiro libre, el juego comienza cuando el ejecutante toca y mueve el balón, o sea que colocar el pie encima del balón previo al tiro no es ponerlo en juego.
Se puede marcar un gol directamente de un tiro libre directo, mientras que en uno indirecto no. Para este último caso, si el balón entra en propia meta, se marcará saque de esquina para el rival, pero sí es en la meta contraria, se marcará un saque de meta para el rival. Para indicar uno tiro libre directo, el árbitro extiende su brazo hacia la defensa del equipo infractor. Para los indirectos el procedimiento del árbitro es similar, pero además debe mantener uno de sus brazos verticalmente hasta que otro jugador toque el balón o el balón salga del terreno de juego.

#### 16- Tiro penal o penalti

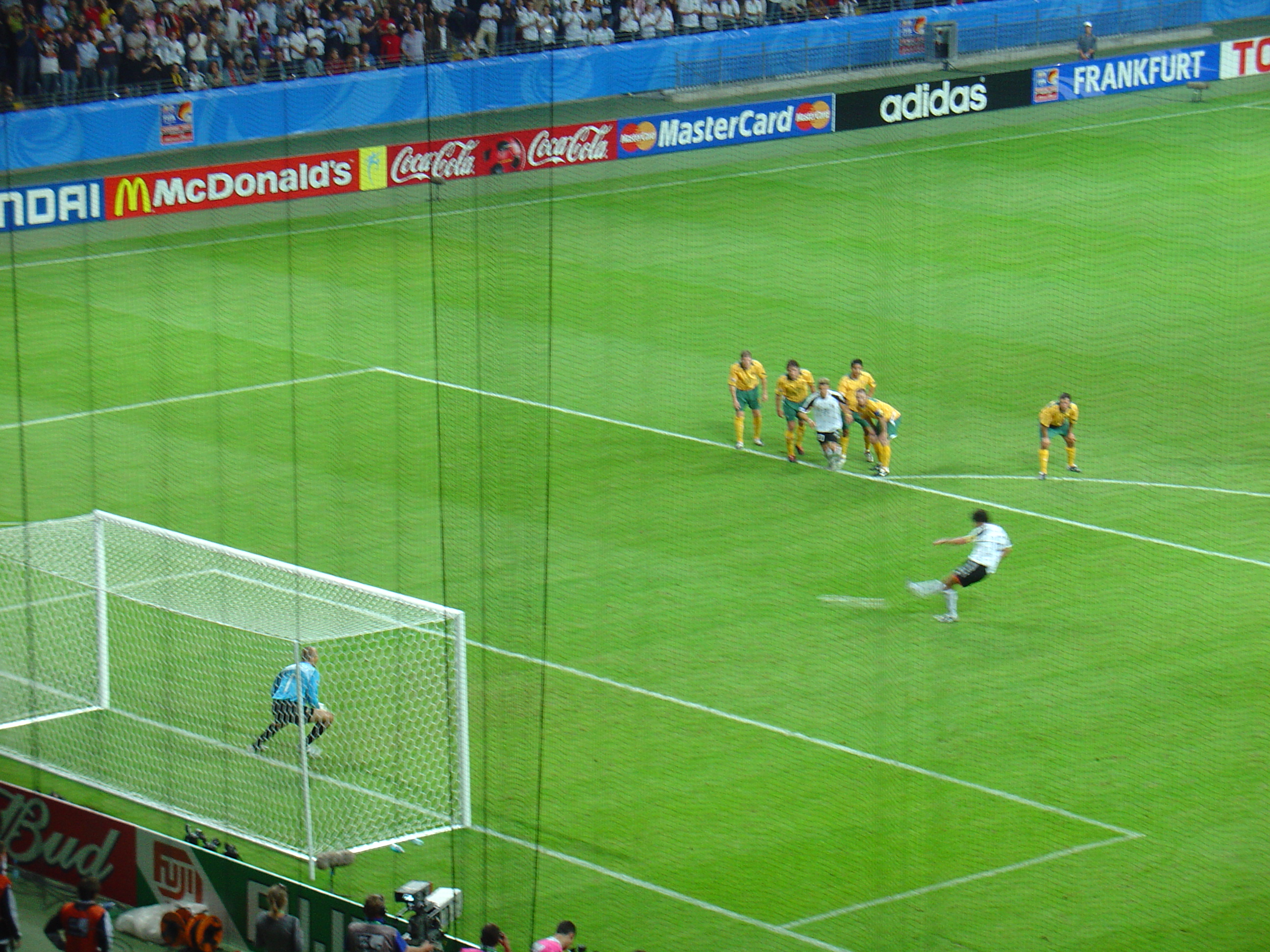
Un jugador de Alemania (Michael Ballack) ejecuta un tiro penal.

El tiro penal se marca cuando un jugador comete una infracción merecedora del cobro de un tiro libre directo dentro de su propia área penal. Se puede marcar un gol directamente del mismo.
Lo ejecutará un jugador del equipo rival al que cometió la infracción. El balón debe ser colocado en el punto penal justamente, y el ejecutante deberá ser debidamente identificado. El guardameta del equipo rival deberá estar sobre la línea de meta del área penal mencionada, y dentro de su meta. Todos los demás jugadores deberán estar dentro del terreno, fuera del área penal, detrás del punto penal y a 9,15 m del punto penal. El árbitro asistente más cercano se colocará al borde del área penal, sobre la línea de meta, y en la posición más cercana a la línea de banda que cubre.
Dadas las condiciones anteriores, el árbitro podrá dar la señal para que se ejecute el tiro penal. Cuando se dé la señal, el ejecutor deberá mover el balón con su pie hacia adelante (hacia la portería rival). El juego se reanudará cuando el jugador toque y mueva el balón hacia adelante.
Sí luego de la señal, pero antes de la ejecución, el ejecutor infringe alguna regla, el árbitro continuará jugando. Si es gol, se repetirá el tiro, si no lo es, se marcará un tiro libre indirecto al equipo rival desde donde ocurrió la infracción. Si sucede lo mismo con el guardameta rival (lo más común suele ser adelantarse antes de que el juego esté restablecido), se concederá el tanto si el balón entró en la meta, pero se repetirá si no lo hizo.
Si un compañero del ejecutor infringe alguna regla (la infracción más común suele ser ingresar al área penal antes de que el juego esté restablecido), el árbitro continuará jugando. Si es gol, se repetirá el tiro, pero si no lo es, se marcará un tiro libre indirecto al equipo rival desde donde ocurrió la infracción. Si sucede lo mismo con un compañero del guardameta, se concederá el gol si el balón ingresó en la meta, pero se repetirá si no lo hizo. Si los infractores de las reglas son jugadores de ambos equipos, se repetirá el tiro independientemente del resultado del mismo.
Si el ejecutor toca el balón nuevamente sin que otro jugador lo haya hecho luego del tiro, se marcará un tiro libre indirecto al equipo rival desde donde ocurrió la infracción. Si lo hace con las manos, será un tiro libre directo.
Si el balón toca cualquier otro objeto desde el momento en que se mueve hacia delante el balón, se repetirá el tiro. Si luego de rebotar en el guardameta, en los postes o en el travesaño, el balón toca algún otro objeto, el árbitro detendrá el juego y lo reanudará con un balón a tierra desde donde ocurrió el hecho.
Si un tiro penal ocurre cuando ya se ha consumido por completo el tiempo añadido al final de un periodo, se ejecutará de todas formas. En el momento de la ejecución, el árbitro podrá dar por terminado el periodo luego de que la pelota haya ingresado dentro de la meta. Si el balón rebota en el guardameta o en la meta y vuelve al terreno, el árbitro podrá dar por terminado el periodo. Si sucede lo último, pero el balón se va afuera del terreno o hacia adentro de la meta (gol en este último caso), podrá dar por terminado el partido.

#### 17- Saque de banda
El saque de banda es una forma de reanudar el juego. Se otorga cuando el balón cruza por completo cualquiera de las líneas de banda. El mismo lo realiza un jugador del equipo contrario al que lo tocó por última vez antes de que saliera, y lo realiza con sus manos desde el lugar por donde salió el balón. El procedimiento para realizarlo es el siguiente: el ejecutante debe estar de pie de frente al campo, tener una parte de ambos pies sobre la línea de banda o en el exterior de la misma, utilizar ambas manos y lanzar el balón desde atrás y por encima de la cabeza.
Luego del saque, el ejecutante no puede tocar el balón hasta que lo toque otro jugador, pero si sucediera esto (excepto con las manos), se concedería un tiro libre indirecto al equipo rival desde el lugar donde ocurrió la infracción. Si esto último sucede con el guardameta (o sea que ejecuta el saque y toca el balón con cualquier parte excepto las manos) y dentro del área, se sancionará con un tiro libre indirecto desde el lugar donde se cometió la infracción.
Si el ejecutante toca el balón con la mano, y sin que lo toque previamente otro jugador tras el saque de banda, el árbitro marcará un tiro libre directo al equipo rival desde donde ocurrió el toque con la mano. Si ocurriera dentro del área penal, el árbitro marcará un tiro penal para el equipo rival. Si el ejecutante es el guardameta y esto sucede dentro del área penal, se marcaría un tiro libre indirecto al equipo rival dentro del área penal, desde donde ocurrió la infracción.
Los jugadores rivales tienen que estar por lo menos a 2 m de distancia del ejecutor. Si un rival no cumple con esto último, pero no incide en la jugada, se seguirá jugando. Si el rival distrae o estorba de forma incorrecta al ejecutor del saque, el primero recibirá una tarjeta amarilla. Si el ejecutante realiza mal el saque (lo hace en el lugar equivocado o de forma incorrecta en cuanto a su procedimiento), el saque será ejecutado por un jugador del equipo contrario.
No se puede convertir un gol directamente de un saque de banda. Si esto sucediera, se otorgaría un saque de meta al equipo rival. Si sucediera en propia meta, se otorgaría un saque de esquina al rival.

#### 18- Saque de meta
El saque de meta es una forma de reanudar el juego. Se otorga cuando el balón cruza por completo cualquiera de las líneas de meta después de ser tocado por un jugador del equipo atacante.
Para ejecutarlo, un jugador del equipo defensor debe patear el balón desde cualquier parte del área de meta. Todos los rivales deben estar fuera del área penal hasta que el balón esté en juego, o sea cuando haya salido del área penal. Si el balón no sale del área penal, se repetirá el tiro.
Si el jugador toca el balón con cualquier parte, excepto las manos, luego del saque y sin que ningún jugador lo haya tocado, se marcará un tiro libre indirecto al equipo contrario. Si esto último se da con un toque de la mano, se concederá un tiro libre directo al equipo rival desde donde ocurrió la infracción. Si sucede dentro del área penal, será un tiro penal lo que se marque. Si el guardameta ejecuta el saque, y toca el balón con sus manos dentro del área penal sin que otro jugador lo haya tocado, se concederá un tiro libre indirecto para el equipo rival desde donde ocurrió la infracción.
Se puede convertir un gol directamente de un saque de meta. Si un jugador marca contra su propia meta en un saque de meta, se concederá un saque de esquina para el equipo contrario.

#### 19- Saque de esquina

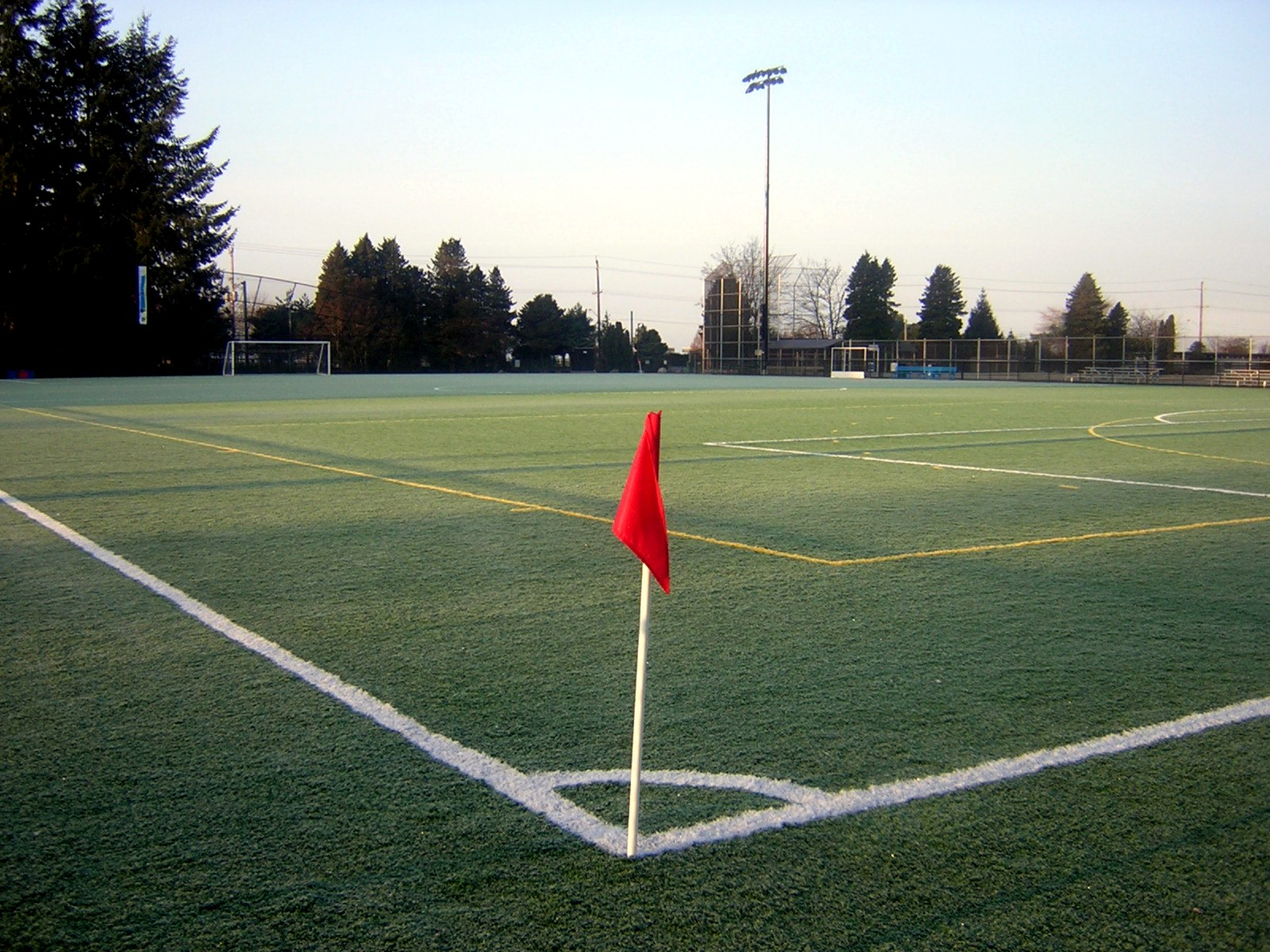
El área desde donde se ejecuta el saque de esquina.

El saque de esquina es una forma de reanudar el juego. Se otorga cuando el balón cruza por completo cualquiera de las líneas de meta después de ser tocado por un jugador del equipo defensor, y si el balón no cruza por dentro de la meta (si no es gol).
Para ejecutarlo, se coloca el balón sobre la semicircunferencia más cercana al lugar donde salió el balón, junto al banderín de córner. Todos los rivales deben estar por lo menos a 9,15 m de la semicircunferencia (a 10,15 m del banderín). Si un rival no cumple con esto último, pero no incide en el juego, el árbitro dejará jugar.
El ejecutor debe tocar el balón con su pie, pero luego no puede volver a tocarlo hasta que otro jugador lo haga. Si el jugador toca el balón con cualquier parte, excepto las manos, luego del saque y sin que ningún jugador lo haya tocado, se marcará un tiro libre indirecto al equipo contrario. Si esto último se da con un toque de la mano, se concederá un tiro libre directo al equipo rival desde donde ocurrió la infracción. Si sucede dentro del área penal propia, será un tiro penal lo que se marque. Si el guardameta ejecuta el saque, y toca el balón con sus manos dentro del área penal propia sin que otro jugador lo haya tocado, se concederá un tiro libre indirecto para el equipo rival desde donde ocurrió la infracción.